# خاندان کورتنی

نشان نظامی خاندان کورتنی

خاندان کورتنی (انگلیسی: House of Courtenay)، اسم یکی از خاندان مشهور که از نوادگان آتون، لرد کورتنی بودند. این خاندان طی قرون میانه توانست مبدل به یکی از خاندان مشهور و تأثیرگذار در تاریخ فرانسه و جنگ‌های صلیبی شود.